# Rhizoplatys cribarius
Rhizoplatys cribarius är en skalbaggsart som beskrevs av John Obadiah Westwood 1841. Rhizoplatys cribarius ingår i släktet Rhizoplatys och familjen Dynastidae. Inga underarter finns listade i Catalogue of Life.